# جوانا ميريك
جوانا ميريك (بالبولندية: Joanna Mirek) (المولودة بودوبا ) (من مواليد 17 فبراير 1977) هي لاعبة كرة طائرة بولندية ، تلعب في المنتخب الوطني البولندي لكرة الطائرة للسيدات في (1996-2007) ، بطلة أوروبا مرتين على التوالي ( 2003 ، 2005 ) ، بطولة بولندية ست مرات (2001 ، 2002) ، 2006 ، 2008 ، 2009 ، 2014).

## الصعيد المهني

### الفريق الوطني
في 28 سبتمبر 2003 ، فاز المنتخب الوطني البولندي للسيدات ، (الذي كانت جوانا ميريك لاعبة فيه) ، على تركيا (3-0) في المباراة النهائية وفاز بلقب بطولة أوروبا 2003 .  بعد عامين ، دافع فريق ميريك عن اللقب وحقق اللقب الثاني في بطولة أوروبا للسيدات . 

## الانجازات الرياضية

### الفريق الوطني
- 2003 بطولة CEV الأوروبية.
- 2005 بطولة CEV الأوروبية.

### جوائز الدولة
- 2005 صليب الاستحقاق الذهبي

## روابط خارجية
- جوانا ميريك على موقع الاتحاد الدولي beach volleyball database (الإنجليزية)
- جوانا ميريك على موقع الاتحاد الأوروبي (الإنجليزية)
- جوانا ميريك على موقع عالم الكرة الطائرة (الإنجليزية)